# 6 AM
«6 AM» es una canción interpretada por el rapero y cantautor colombiano J Balvin, incluida en su primer álbum de estudio La familia, de 2013. Cuenta con la colaboración del artista de reguetón puertorriqueño Farruko. Balvin la compuso, mientras que Alejandro Sky Ramírez la produjo. Universal Music la lanzó como el cuarto sencillo del álbum el 15 de octubre de 2013.
El tema fue nominado a mejor interpretación de música urbana y mejor canción urbana en los Premios Grammy Latinos 2014, pero perdió ante «Bailando», de Enrique Iglesias con Descemer Bueno y Gente de Zona en ambas categorías. La canción ganó dos premios Lo Nuestro en 2015, como canción urbana del año y colaboración urbana del año.

## Posicionamiento en listas

### Semanales
| Lista (2014)                           | Mejor posición |
| -------------------------------------- | -------------- |
| Bulgaria (IFPI Bulgaria)               | 11             |
| Colombia (National Report)             | 4              |
| España (Top 100 Canciones)             | 22             |
| Estados Unidos (Hot Latin Songs)       | 3              |
| Estados Unidos (Latin Streaming Songs) | 4              |
| Estados Unidos (Latin Pop Songs)       | 2              |
| Estados Unidos (Tropical Airplay)      | 1              |
| Estados Unidos (Latin Rhythm Airplay)  | 1              |
| México (México Airplay)                | 24             |
| México (México Español Airplay)        | 8              |
| Rumania (Media Forest)                 | 2              |
| Venezuela (Record Report)              | 4              |

### Anuales
| Lista                                 | Mejor posición |
| ------------------------------------- | -------------- |
| Estados Unidos (Hot Latin Songs)      | 7              |
| Estados Unidos (Latin Pop Songs)      | 2              |
| Estados Unidos (Tropical Airplay)     | 6              |
| Estados Unidos (Tropical Airplay)     | 1              |
| República Dominicana (Monitor Latino) | 6              |

## Certificaciones
| País (Organismo) | Certificaciones | Ventas certificadas |
| --- | --------------- | ------------------- |
| Colombia (ASINCOL) | 3× Platino      | 100 000             |
| España (PROMUSICAE) | 2× Platino      | 80 000^             |
| Estados Unidos (RIAA) | Diamante        | 600 000x^           |
| México (AMPROFON) | Platino         | 60 000              |
| La x hace referencia a la certificación de trabajos en español. La ^ hace referencia a la inclusión de streaming en las ventas. |                 |                     |